# Isosaari (ö i Finland, Birkaland, Tammerfors, lat 61,47, long 23,32)
Isosaari är en ö i Finland. Den ligger i sjön Kulovesi och i kommunen Nokia i den ekonomiska regionen Tammerfors och landskapet Birkaland, i den södra delen av landet, 170 km nordväst om huvudstaden Helsingfors. Öns area är 20,1 hektar och dess största längd är 1 kilometer i öst-västlig riktning.